# Mbot' Sambwâli
Mbot' Sambwâli (Les sept étoiles en langue vili) est l'hymne du royaume de Loango, dont les paroles ont été écrites par l'ethnolinguiste René Mavoungou Pambou et la musique composée par Ballou Canta dit El Maestro.

## Paroles en Vili
Tu bànu tchintwâli yi lyukune mu bunéné bu Lwangu.

Si kudume bâtu.

Mbûmbe nândi zunguli ntângu fu mbata,

Mbot’ sambwâli sya kungum’ fu ntândji,

Kânda li kôku lisîmbilil’ mbot’ sambwâli.

Refrain :

Bumwêk’ bwîtu buvibânga, yi bwâwu tunkêla.

Mpêmu ngôlu kupuka ku n’bu !

Tchivèl’ bôma kutoka ku Muyômbi !

Nzasi ngangasi kubwîla mu mpâp’ muvata !

Lwangu kanuku kunîndji yi mandi mandi.

Si yitingama fu mani lisemu li Bûnzi,

Nani wunvân’ libut’ yêng’ yi saki saka ?

Nani wunzudi Lwangu ning’ n’bêni watél’ma ?

Nani wunkutchik’ mbôngu mu bifu bintwâli:

Bûtu, bumwêka, lyukun’ yi luzolu ?

Kanuku kânda lisîmbilil’ mbot’ sambwâli.

Mbôngu viba, ku yifyâtila singolu syâku.

Tchitak’ tchi Lwangu yilu wunsandjika,

Yi ndjêyi kuta ndéfi yiku kulung’ mamôsu.

Lusyalulu lu n’tchînza kanuku ntônu tchyosuku.

Fu n’totu bukulu luzîngu lwîtu lusyalulu.

Yi n’sika wakali mu si îtu tuzola.

Lwangu vandu, n’totu bâtu busyalulu.

## Paroles en français
À l'unisson et dans la concorde, œuvrons pour la grandeur de Loango.

Un peuple ne doit sa gloire qu'à ses hommes.

Comme l'arc-en-ciel ceint le soleil au zénith,

Puissent les sept étoiles s'assembler autour du trône,

Aussi longtemps que la paume de la main tiendra sept étoiles.

Refrain :

À jamais notre unité sera raffermie et préservée,

Que l'impétueuse tempête se lève du côté de l'océan !

Que l'effroyable tonnerre gronde du côté du Mayombe !

Que la terrifiante foudre s'abatte en maints lieux !

Loango demeure inébranlble et éternel.

Tant il est ancré sur le rocher sacré de Bûnzi,

Qui assurera éternellement la quiétude des forces vives ?

Qui défendra le Loango d'une menace ennemie ?

Qui unira à jamais le peuple autour des valeurs partagées :

D'humanisme, d'unité, d'entente et d'amour ?

Si ce n'est cette main tenant à jamais les sept étoiles.

Vaillant peuple, sur tes propres forces tu compteras.

Au firmament tu brandis l'étendard de Loango.

Et tu affirmes ton indéfectible volonté de relever les défis.

Glorieuse liberté tant chérie, ferment de toute œuvre.

À jamais, vivons sur la terre de nos ancêtres dans la liberté.

Puisse notre cher Loango demeurer un havre de paix.

Que vive le Loango, patrie des hommes libres.

## Discographie
2018 : Mbot' Sambwali par l'orchestre tradi-moderne Tshi-Fumb' et El Maestro Ballou Canta,. Male Jones Production.